# Université de Pise
L’université de Pise est une université publique italienne fondée en 1343 par édit du pape Clément VI : elle se classe ainsi au 19e rang des plus anciennes universités et au 10e rang des plus anciennes universités d'Italie. L’université abrite l’Orto botanico (créé en 1544), le plus ancien jardin botanique d’Europe.
Cette université forme désormais, avec l’École normale supérieure de Pise et l’École supérieure Sainte-Anne de Pise, le Complexe universitaire de Pise. Elle propose une grande variété de cursus. L’université a été la première en Italie à ouvrir une filière informatique au niveau du premier cycle. L’université compte environ 57 000 étudiants (dont 53 000 en premier et second cycle, et 3 500 en 3e cycle).
Dans les domaines de la philologie et des études romanistes, l’université de Pise est le chef de file d’ICoN, un consortium de 21 universités italiennes financé par le ministère de l'Éducation, des Universités et de la Recherche. L’université est aussi membre de l’Association des universités européennes, du réseau européen Pégasus et participe au centre de calcul intensif Cineca. Elle est la seule université italienne membre de la prestigieuse Universities Research Association.
Parmi les anciens étudiants de cet établissement, on compte deux présidents de la république italienne, cinq papes et quatre premiers ministres. Trois prix Nobel ont soit étudié, soit enseigné à l'université. Galilée y a été étudiant en médecine puis professeur de mathématiques. Lanza del Vasto y a étudié en 1922.
Pise organise régulièrement des épreuves d’athlétisme l'opposant à sa rivale, l’université de Pavie, épreuves qui culminent avec la régate (Regata Pisa-Pavia), la plus ancienne compétition navale d’Italie et la deuxième d'Europe derrière le Boat Race d’Oxford et de Cambridge.
En 2011, l’université de Pise s'est trouvée au premier rang des universités italiennes d'après le Classement des universités de Shanghaï,,.

## Histoire

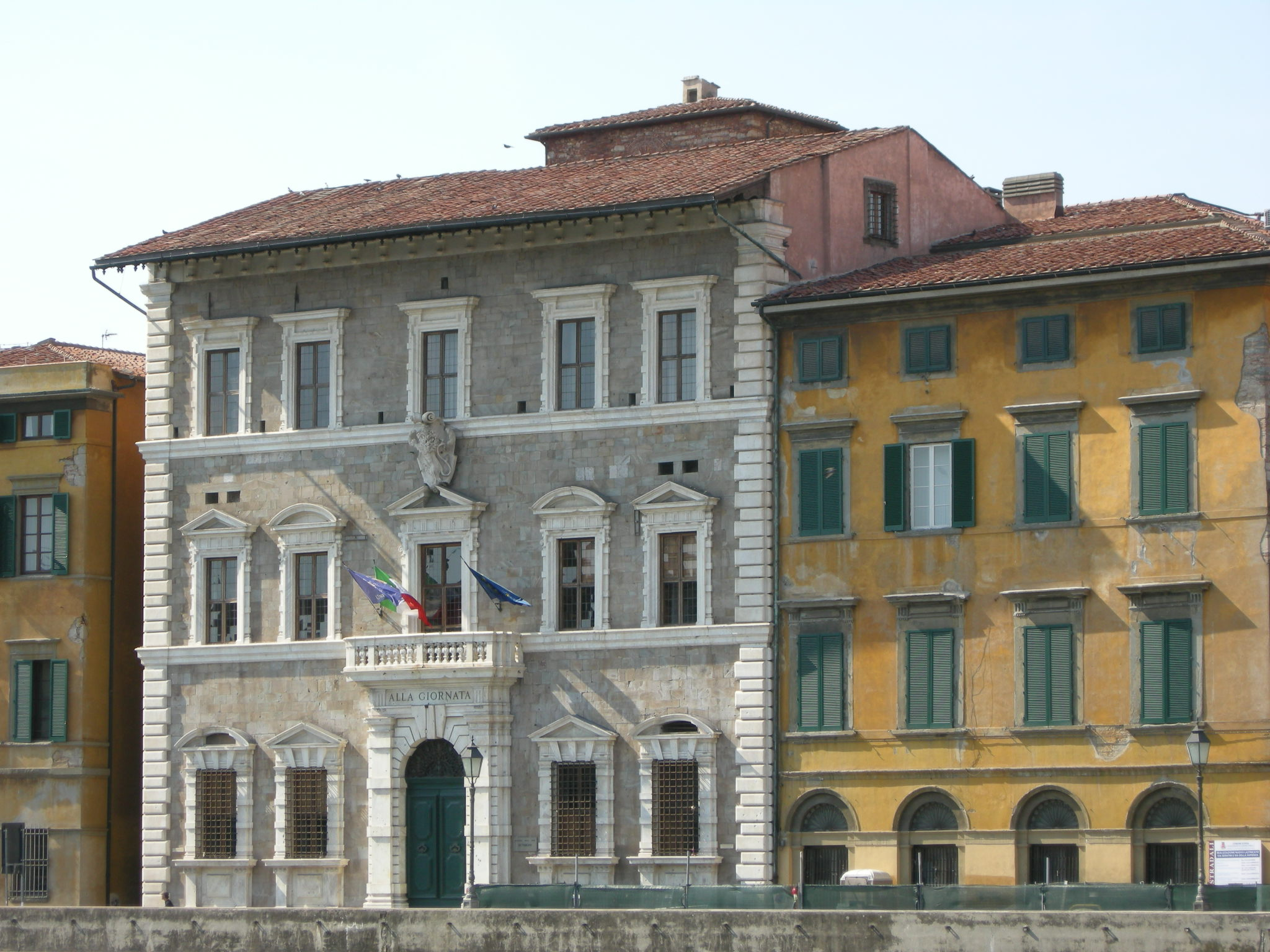
Le Palazzo alla Giornata sur le quai Lungarno Pacinotti, siège du Rectorat

### Les débuts duStudium
La date de création officielle de l’université de Pise est le 3 septembre 1343, bien que certains chercheurs fassent remonter ses origines au XIe siècle.
Les premières données fiables sur l'existence d’écoles de Droit laïques et religieuses à Pise remontent respectivement au XIe et à la seconde moitié du XIIe siècle, époque à laquelle Pise commençait à s'imposer comme un pôle économique majeur en Italie. Les premiers documents établissant la présence de docteurs de médecine et de chirurgie à Pise datent du siècle suivant.
Les premières traces de l'existence d’un Studium pisan remontent à 1338, lorsque le célèbre juriste Ranieri Arsendi quitta Pise pour Bologne. Tout comme son collègue Bartolo da Sassoferrato, conférencier de droit civil, il était rémunéré par la municipalité pour donner des cours publics.
La bulle papale In supremæ dignitatis, accordée par le pape Clément VI le 3 septembre 1343, reconnut au Studium de Pise le statut de Studium Generale, c’est-à-dire d'établissement d'enseignement supérieur fondé ou approuvé par une des deux autorités catholiques suprêmes : la Papauté ou le Saint Empire. Pise fut l’une des premières universités européennes pouvant se prévaloir de cette reconnaissance papale, qui conférait à ses diplômés une reconnaissance universelle. Les premières matières enseignées étaient la théologie, le droit civil, le droit canon et la médecine. En 1355, Francesco da Buti, le célèbre commentateur de la Divine Comédie de Dante, commença à enseigner au Studium.
Pise et son Studium traversèrent une période de crise au tournant du XVe siècle : la conquête de la ville par les Florentins se solda par la fermeture de l’université en 1403. En 1473, grâce à Laurent de Médicis, le Studium pisan pouvait s’étendre de nouveau et l’on finança la construction d'un nouveau collège en 1486. Cet édifice (baptisé par la suite Palazzo della Sapienza) se trouvait au XIVe siècle sur la Piazza del Grano. La porte d’accès à la place, l’arche Dell'Abbondanza, était couronnée d'une tête de chérubin, qui reste encore aujourd’hui symbole de l’université.

### Période moderne
Après le soulèvement et la guerre contre Florence en 1494, le Studium de Pise connut une période de déclin. Il fut transféré à Pistoia, au Prato puis à Florence. La réouverture en grande pompe de l'université le 1er novembre 1543 sous les auspices du duc Cosme Ier de Médicis, passe pour l'acte de renaissance de l'université. La qualité de l'université est reconnue par le statut de 1545 et l’Athenaeum de Pise s'imposa comme l’un des meilleurs d’Europe, à la fois pour l’enseignement et la recherche. La chaire des Simples (botanique) fut inaugurée par Luca Ghini, fondateur des premiers jardins botaniques, et son successeur fut Andrea Cesalpino, pionnier de la classification scientifique des plantes et l’un des découvreurs de la circulation sanguine. Gabriele Falloppio et Marcello Malpighi donnaient des conférences d’anatomie et de médecine, Francesco Buonamici des cours de droit. Galileo Galilei, ancien étudiant de l'université, fut professeur de mathématiques du Studium en 1589.
L’université devint une institution quasi-étatique avec l'avènement du grand-duché de Toscane des Médicis. Une politique d'exclusivité lui assurait un noyau dur d'enseignants et de chercheurs : les lois promulguées successivement par Cosme Ier, Ferdinando Ier et Ferdinand II de Médicis donnaient au Studium de Pise l'exclusivité en matière de diplômes. Les professeurs étaient particulièrement réputés en droit et en médecine.
L’université poursuivit son expansion sous le règne des Habsbourg-Lorraine, avec l'achèvement de la construction de l’observatoire (projet initié par les Médicis), et l'enrichissement de la bibliothèque universitaire. Ces princes favorisèrent l'aménagement des jardins botaniques, financèrent la construction d'un cabinet de curiosités et créèrent de nouvelles chaires comme celles de Physique expérimentale et chimie.

### De l’annexion française au Risorgimento
L’annexion de la Toscane à l’Empire français amena la transformation du Studium en Académie Impériale. L’Athenaeum ne fut plus qu'une annexe de l'université de Paris, tandis que le programme des cours se calquait sur le modèle français. Le nouveau régime fit ouvrir cinq nouvelles facultés (théologie, droit, médecine, sciences et littérature), rendit les examens obligatoires, réorganisa les diplômes et les thèses. En 1813, une « École normale supérieure de Pise » vit le jour comme antenne italienne de l’École normale supérieure de Paris. La Réaction d'après 1815 sera d'ailleurs impuissante à combattre l’idéologie libérale et bourgeoise exportée sous le régime bonapartiste.
Le premier Congrès des scientifiques italiens se tint à Pise en 1839 : plus de 300 experts de différentes disciplines s'y assemblèrent, ainsi que 421 savants, pour débattre de zoologie, d’anatomie comparée, de chimie, de physique, de mathématiques, d’agronomie, de technologie, de botanique, de physiologie végétale, de géologie, de minéralogie, de géographie et de médecine.
En 1839–1840, le directeur de l’éducation, Gaetano Giorgini, lança une audacieuse réforme de l'université en portant à six le nombre de facultés (théologie, droit, littérature, médecine, mathématiques, et sciences naturelles). Giorgini est également le créateur de la première chaire d’agriculture et d’agronomie. La Scuola Normale rouvrit ses portes en 1846 cependant que les idéaux libéraux et nationalistes gagnaient l’Athenaeum : un bataillon de professeurs et d’étudiants de l'université s'illustra lors de la bataille de Curtatone et Montanara en 1848.
Au cours de la Seconde Restauration, en 1851, Léopold II, pour des raisons à la fois budgétaires et policières, regroupa les universités de Pise et de Sienne pour former l’Athenaeum Étrusque. Les facultés de théologie et de droit étaient regroupées à Sienne, celles de littérature, de médecine, de mathématiques et de sciences naturelles à Pise. À la suite de l'insurrection de Florence et de la fuite du grand-duc en 1859, l'une des premières mesures du gouvernement provisoire fut la restitution de leur Studium aux bourgeois de Pise, et le rétablissement des six facultés d’origine.
Avec l'avènement du royaume d’Italie, l’université de Pise devint l'un des plus prestigieux établissements de Sciences humaines du pays. La première institution de Linguistique historique d’Europe vit le jour à Pise en 1890. Entre le milieu du XIXe siècle et la première moitié du XXe siècle, l'université bénéficia d'enseignants prestigieux : le juriste Francesco Carrara ; les philologues Domenico Comparetti et Giovanni D'Ancona ; les historiens Pasquale Villari, Gioacchino Volpe et Luigi Russo (it) ; le philosophe Giovanni Gentile ; l’économiste Giuseppe Toniolo et les mathématiciens Ulisse Dini et Antonio Pacinotti.

### Depuis leXXesiècle
Sous l’ère fasciste, l’Athenæum de Pise demeura un îlot de liberté politique. Dans l'Après-Guerre, l’université de Pise revint à  l’avant-garde de la Connaissance : on ouvrit une école d'ingénieur et une faculté de pharmacie, auxquelles on adjoignit des cursus d’économie, de langues vivantes, de littérature et de sciences politiques. En 1967, la création de la Scuola Superiore di Studi Universitari e Perfezionamento S. Anna (tournée vers les sciences humaines : économie et sciences politiques) permit, avec la Scuola Normale, de former un pôle d'excellence.

## L'université de Pise aujourd'hui
Aujourd'hui, l’université de Pise compte 11 facultés et 57 départements, avec une recherche de pointe dans les secteurs de l’agronomie, de l’informatique, des sciences de l'ingénieur, des mathématiques, de la médecine humaine et vétérinaire. Elle entretient des liens étroits avec l'Institut pisan de la recherche et le Conseil national de la recherche, ainsi qu'avec l’industrie, notamment dans le domaine des NTIC, qui se sont beaucoup développées autour de Pise dans les années 1960 et 1970.

## Personnalités liées l'université de Pise

### Professeurs
- Remo Bodei (né en 1938), philosophe, (histoire de la philosophie et esthétique)
- Anna Maria Ciccone (1862-1965), physicienne
- Vincenzo Di Benedetto (1934-2013), linguiste, philologue, professeur de littérature grecque de 1969 à 2006
- Ulisse Dini (1845-1918), mathématicien
- Gabriele Falloppio (1523-1562), médecin (anatomie et chirurgie)
- Galilée (1564-1642), physicien et astronome (mathématiques)
- Pietro Grocco (1856-1916), médecine clinique
- Giuseppe Montanelli (1813-1862), juriste (professeur de droit)
- Angiolo Nardi Dei (1833-1913), mathématicien (géométrie descriptive)
- Riccardo Picchio, linguiste italien (professeur d'études slaves)
- Marco Santagata (1947), philologie, littérature et linguistique
- Gaetano Savi (1769-1844), botaniste, (botanique)
- Paolo Savi (1798-1871), géologue, ornithologue et entomologiste (zoologie)
- Salvatore Settis (1941-), archéologue et historien de l'art, spécialiste des Étrusques.
- André Vésale (1514-1564), médecin, anatomiste, professeur de chirurgie et d'anatomie

### Étudiants
- Concino Concini (1569-1617), favori de la reine Marie de Médicis
- Galileo Galilei (1564-1642), physicien et astronome
- Laurent Guazzesi (1708-1764), historien, traducteur et écrivain
- Vito Volterra (1860-1940), mathématicien
- Giuseppe Lauricella (1867–1913), mathématicien
- Enrico Fermi (1901-1954), physicien
- Andrea Bocelli, ténor italien
- Enrico Letta (1966), homme politique et ancien président du conseil (2013-2014)
- Carlo Azeglio Ciampi, (1920-2016), ancien président de la République(1999-2006)
- Denisio Micotti, dottore di legge (en droit) de Camporgiano 30/04/1568)
- Carlo Micotti, legista (en droit) de Camporgiano (11/11/1571)
- Michelangelo Micotti, Teologia de Camporgiano (01/09/1607)
- Francesca Duranti, écrivain
- Nazario Pardini, (1937) essayste et poet